# Giorgio Gonzaga
Giorgio Gonzaga Novellara (1410 – Novellara, 1487) è stato un nobile italiano, consignore di Novellara dal 1441 al 1487, e dal 1456 anche di Bagnolo.

## Biografia
Noto come Giorgio di Bagnolo, era figlio di Giacomo Gonzaga, terzo signore di Novellara, e di Ippolita Pio di Carpi. Dopo la morte del padre nel 1441, governò la signoria coi fratelli Giampietro (?-1455) e Francesco, mentre alla morte del cugino Guido nel 1456, i due fratelli superstiti recuperarono anche la signoria sulla vicina Bagnolo, che era diventata autonoma alcuni decenni prima con il padre di Guido, Feltrino II.
Morì nel 1487 e dopo di lui sorsero contestazioni e litigi per le divisioni tra i figli ed il nipote Giampietro.

## Discendenza
Giorgio sposò Paola Schianteschi di Guido di Montedoglio e Alda Fregoso Nacquero nove figli:
- Cristoforo, sposò Latina degli Ubaldini;
- Laura; sposò il Conte Bernardino Sessi di Casteldaldo;
- Giacomo, protonotario apostolico;
- Caterina, sposò Girolamo Lion;
- Margherita;
- Marcantonio, sfidò a duello il cugino Giampietro;
- Francesca; sposò il Conte Francesco Sessi di Rolo;
- Taddea (?-1520), sposò Matteo Maria Boiardo;
- Guido II, sposò Laura Martinengo. Cacciato da Bagnolo da papa Giulio II, vendette il feudo di Vescovato a Giovanni Gonzaga.

## Ascendenza
|                   |               |                         | Genitori              |  |  | Nonni |  |  | Bisnonni         |  |  | Trisnonni       |  |
|                   |               |                         |                       |  |  |       |  |  | Feltrino Gonzaga |  |  | Luigi I Gonzaga |  |
|                   |               |                         |                       |  |  |       |  |  | Feltrino Gonzaga |  |  | Luigi I Gonzaga |  |
|                   |               | Richilda Ramberti       |                       |  |  |       |  |  | Feltrino Gonzaga |  |  |                 |  |
| Guido II Gonzaga  |               |                         |                       |  |  |       |  |  | Feltrino Gonzaga |  |  |                 |  |
|                   |               | Antonia da Correggio    | Guido IV da Correggio |  |  |       |  |  |                  |  |  |                 |  |
|                   |               | Antonia da Correggio    | Guido IV da Correggio |  |  |       |  |  |                  |  |  |                 |  |
|                   |               | Antonia da Correggio    | Guidaccia della Palù  |  |  |       |  |  |                  |  |  |                 |  |
| Giacomo Gonzaga   |               | Antonia da Correggio    |                       |  |  |       |  |  |                  |  |  |                 |  |
|                   |               | Malatesta III Malatesta | Pandolfo I Malatesta  |  |  |       |  |  |                  |  |  |                 |  |
|                   |               | Malatesta III Malatesta | Pandolfo I Malatesta  |  |  |       |  |  |                  |  |  |                 |  |
|                   |               | Malatesta III Malatesta | Taddea da Rimini      |  |  |       |  |  |                  |  |  |                 |  |
| Ginevra Malatesta |               | Malatesta III Malatesta |                       |  |  |       |  |  |                  |  |  |                 |  |
|                   |               | Costanza Ondedei        | …                     |  |  |       |  |  |                  |  |  |                 |  |
|                   |               | Costanza Ondedei        | …                     |  |  |       |  |  |                  |  |  |                 |  |
|                   |               | Costanza Ondedei        | …                     |  |  |       |  |  |                  |  |  |                 |  |
| Giorgio Gonzaga   |               | Costanza Ondedei        |                       |  |  |       |  |  |                  |  |  |                 |  |
|                   | Giberto I Pio | Galasso I Pio           |                       |  |  |       |  |  |                  |  |  |                 |  |
|                   | Giberto I Pio | Galasso I Pio           |                       |  |  |       |  |  |                  |  |  |                 |  |
|                   | Giberto I Pio | Beatrice da Correggio   |                       |  |  |       |  |  |                  |  |  |                 |  |
| Marco I Pio       | Giberto I Pio |                         |                       |  |  |       |  |  |                  |  |  |                 |  |
|                   |               | Bianca Casati           | …                     |  |  |       |  |  |                  |  |  |                 |  |
|                   |               | Bianca Casati           | …                     |  |  |       |  |  |                  |  |  |                 |  |
|                   |               | Bianca Casati           | …                     |  |  |       |  |  |                  |  |  |                 |  |
| Ippolita Pio      |               | Bianca Casati           |                       |  |  |       |  |  |                  |  |  |                 |  |
|                   |               | …                       | …                     |  |  |       |  |  |                  |  |  |                 |  |
|                   |               | …                       | …                     |  |  |       |  |  |                  |  |  |                 |  |
|                   |               | …                       | …                     |  |  |       |  |  |                  |  |  |                 |  |
| Taddea Roberti    |               | …                       |                       |  |  |       |  |  |                  |  |  |                 |  |
|                   |               | …                       | …                     |  |  |       |  |  |                  |  |  |                 |  |
|                   |               | …                       | …                     |  |  |       |  |  |                  |  |  |                 |  |
|                   |               | …                       | …                     |  |  |       |  |  |                  |  |  |                 |  |
|                   |               | …                       |                       |  |  |       |  |  |                  |  |  |                 |  |